# Neder-Gråssjön
Neder-Gråssjön är en sjö i Hudiksvalls kommun i Hälsingland och ingår i Nianån-Norralaåns kustområde. Sjön har en area på 0,0799 kvadratkilometer och ligger 34 meter över havet.

## Delavrinningsområde
Neder-Gråssjön ingår i det delavrinningsområde (681601-156591) som SMHI kallar för Inloppet i Skärvesjön. Medelhöjden är 40 meter över havet och ytan är 8,54 kvadratkilometer. Räknas de 2 avrinningsområdena uppströms in blir den ackumulerade arean 13,93 kvadratkilometer. Avrinningsområdets utflöde mynnar i havet. Avrinningsområdet består mestadels av skog (94 procent). Avrinningsområdet har 0,09 kvadratkilometer vattenytor vilket ger det en sjöprocent på 1 procent.